# Jean-Marie Doré
Jean-Marie Doré (ur. 12 czerwca 1938, zm. 29 stycznia 2016 w Konakry) – gwinejski polityk, przewodniczący Unii na rzecz Postępu Gwinei (UPG, Union pour le Progrès de la Guinée), premier Gwinei od 26 stycznia do 24 grudnia 2010. 

## Życiorys
Jean-Marie Doré urodził się w 1938 we wschodnim regionie kraju, tzw. Gwinei leśnej. Ukończył studia prawnicze w Lyonie we Francji oraz zdobył tytuł doktora nauk politycznych. 
Początkowo pracował jako inspektor pracy w Gwinei, następnie jako urzędnik w Międzynarodowej Organizacji Pracy w Szwajcarii. W 1988, po powrocie z Niemiec, założył w kraju przedsiębiorstwo transportowe. Na początku lat 90. XX w. stanął na czele opozycyjnej partii politycznej, Unii na rzecz Postępu Gwinei (UPG). W 1993 oraz w 1998 bez powodzenia ubiegał się o stanowisko prezydenta, rywalizując w wyborach z wieloletnim prezydentem Lansaną Conté. W wyborach w 1993 uzyskał mniej niż 3,5% głosów poparcia, a pięć lat później 1,7% głosów. Po wyborach parlamentarnych w 1995 oraz 2002 został deputowanym do Zgromadzenia Narodowego. 
Po śmierci prezydenta Conté i przejęciu władzy przez juntę wojskową w czasie zamachu stanu, został jednym z liderów koalicji partii opozycyjnych, Forum Żywych Sił Gwinei (FVVG, Forum des Forces Vives de Guinée), która opowiadała się za powrotem Gwinei do demokracji i rządów cywilnych oraz organizacją wolnych wyborów. Doré był jednym z organizatorów antyrządowej manifestacji w Konakry w dniu 28 września 2009, brutalnie stłumionej przez władze. W wyniku działań wojska został ranny. 
Masakra cywilów w Konakry doprowadziła do kryzysu politycznego w kraju i eskalacji konfliktu władz z opozycją. Na początku stycznia 2010 p.o. prezydenta Sékouba Konaté zaproponował utworzenie wspólnego rządu z opozycją oraz przekazanie w jej ręce stanowiska premiera. 15 stycznia 2010 członkowie junty wojskowej, dzięki mediacji Blaise'a Compaoré, podpisali w Wagadugu porozumienie polityczne o utworzeniu rządu jedności narodowej z opozycyjnych premierem na czele oraz organizacji w ciągu sześciu miesięcy demokratycznych wyborów. Tego samego dnia Forum Żywych Sił (FVV) zaproponowało dwie kandydatury do urzędu szefa rządu, kandydaturę Doré oraz przywódczyni związków zawodowych, Rabiatou Sérah Diallo. 18 stycznia 2010 ostatecznie wybrało spośród nich jego osobę. 19 stycznia 2010 Sékouba Konaté ogłosił desygnowanie go na stanowisku szefa rządu. Doré stwierdził, że najważniejszym celem rządu będzie zapewnienie organizacji wolnych i wiarygodnych wyborów oraz rozpoczęcie restrukturyzacji sił zbrojnych. 21 stycznia 2010 oficjalnie został mianowany na stanowisko premiera, a urząd objął 26 stycznia 2010.
15 lutego 2010 zaprzysiężono jego gabinet, w skład którego weszło ogółem 34 członków, w równej liczbie przedstawiciele junty wojskowej, opozycji i władz regionalnych. Przejściowy rząd rozpoczął przygotowania do organizacji wyborów, których datę wyznaczył na koniec czerwca 2010. Wybory prezydenckie odbyły się w czerwcu i w listopadzie 2010 i były pierwszymi demokratycznymi wyborami w historii kraju. W ich wyniku prezydentem został wybrany jeden z dotychczasowych liderów opozycji Alpha Condé, który został zaprzysiężony na urząd 21 grudnia 2010. 
22 grudnia 2010 premier Doré złożył na ręce prezydenta Condé dymisję swojego gabinetu. 24 grudnia 2010 Condé nowym szefem rządu mianował Mohameda Saïda Fofanę.